# Faculté de technologie de l'université Hassiba-Benbouali de Chlef

Hay Salam - Chlef

La Faculté de technologie de Chlef (en arabe :كلية التكنولوجيا) est une unité de formation et de recherche composante de l'Université Hassiba Benbouali de Chlef. Elle  a été créée en 2011, après le découpage de la faculté des Sciences et des Sciences de l'ingénierie. 
Elle est située à Hay Salam dans le centre-ville de Chlef. L'actuel doyen est le Docteur Abdi Benabellah.

## Histoire
La Faculté de technologie a été créée durant l'année universitaire 2010/2011, avec quatre départements qui sont:
- le département d’électrotechnique ;
- le département d’électronique ;
- le département de mécanique ;
- le département de génie des procédés.

Le domaine d'enseignement est Sciences et Technologies (D01).
Le département du tronc commun en sciences et technologies n'est ajouté à la faculté qu'à  titre administratif uniquement.

## Composants

### Départements
La Faculté de technologie comprend actuellement cinq (05) départements:
- Le département de génie des procédés,
- Le département de génie mécanique,
- Le département d’électrotechnique, situé au pôle universitaire d'Ouled Fares,
- Le département d’électronique, situé au pôle universitaire d'Ouled Fares,
- Le département du tronc commun en sciences et technologies.

## Formation
La Faculté de technologie assure plusieurs spécialités réparties sur ses départements en Licence et en Master.
Licence
| Code | Domaine                      | Département        | Spécialité                                     |
| ---- | ---------------------------- | ------------------ | ---------------------------------------------- |
| D01  | Sciences et Technologies 011 | Électrotechnique   | Réseaux électriques                            |
| D01  | Sciences et Technologies 011 | Génie mécanique    | Conditionnement                                |
| D01  | Sciences et Technologies 011 | Génie mécanique    | Technologie appliquée aux voitures             |
| D01  | Sciences et Technologies 011 | Génie mécanique    | Maintenance industrielle                       |
| D01  | Sciences et Technologies 011 | Génie mécanique    | Construction et entretien des navires de pêche |
| D01  | Sciences et Technologies 011 | Génie mécanique    | Construction mécanique                         |
| D01  | Sciences et Technologies 011 | Génie mécanique    | Énergie industrielle                           |
| D01  | Sciences et Technologies 011 | Génie des procédés | Génie des procédés                             |
| D01  | Sciences et Technologies 011 | Génie des procédés | Génie de l'océan                               |
| D01  | Sciences et Technologies 011 | Génie des procédés | Génie bio-technologique                        |
| D01  | Sciences et Technologies 011 | Génie des procédés | Génie chimique                                 |
| D01  | Sciences et Technologies 011 | Génie des procédés | Génie de l'environnement                       |
| D01  | Sciences et Technologies 011 | Génie des procédés | Génie des procédés pharmaceutiques             |
| D01  | Sciences et Technologies 011 | Génie électrique   | Génie électrique et informatique industrielle  |
| D01  | Sciences et Technologies 011 | Génie électrique   | Matériaux électriques                          |
| D01  | Sciences et Technologies 011 | Génie électrique   | Commande électrique                            |
| D01  | Sciences et Technologies 011 | Génie électrique   | Électromécanique                               |
| D01  | Sciences et Technologies 011 | Génie électrique   | Réseaux électriques                            |
| D01  | Sciences et Technologies 011 | Génie électrique   | Informatique industrielle                      |
| D01  | Sciences et Technologies 011 | Génie électrique   | Contrôle industriel                            |
| D01  | Sciences et Technologies 011 | Génie électrique   | Télécommunications                             |
| D01  | Sciences et Technologies 011 | Génie électrique   | Électronique apothéose                         |
| D01  | Sciences et Technologies 011 | Génie mécanique    | Communication                                  |
| D01  | Sciences et Technologies 011 | Génie mécanique    | contrôle                                       |
| D01  | Sciences et Technologies 011 | Génie mécanique    | Instrumental                                   |

Master
| Code | Domaine                      | Département        | Spécialité                                         |
| ---- | ---------------------------- | ------------------ | -------------------------------------------------- |
| D01  | Sciences et Technologies 011 | Génie des procédés | Procédés et environnement                          |
| D01  | Sciences et Technologies 011 | Génie des procédés | Génie chimique                                     |
| D01  | Sciences et Technologies 011 | Électrotechnique   | Génie électrique et les médias à un industriel     |
| D01  | Sciences et Technologies 011 | Électrotechnique   | commande électrique                                |
| D01  | Sciences et Technologies 011 | Génie électrique   | Télécommunications (Académique ouverte)            |
| D01  | Sciences et Technologies 011 | Génie électrique   | Télécommunications (professionnel non fonctionnel) |
| D01  | Sciences et Technologies 011 | Génie électrique   | Informatique industrielle                          |
| D01  | Sciences et Technologies 011 | Génie électrique   | Systèmes électro-énergétiques                      |
| D01  | Sciences et Technologies 011 | Génie électrique   | Commande électrique                                |
| D01  | Sciences et Technologies 011 | Génie électrique   | Protection et contrôle des réseaux électriques     |
| D01  | Sciences et Technologies 011 | Génie électrique   | Contrôle industriel                                |
| D01  | Sciences et Technologies 011 | Génie mécanique    | Construction et entretien industriel               |
| D01  | Sciences et Technologies 011 | Génie mécanique    | Maintenance industrielle                           |
| D01  | Sciences et Technologies 011 | Génie mécanique    | Simulation mécanique et énergétique                |
| D01  | Sciences et Technologies 011 | Génie mécanique    | Mécanique énergétique                              |
| D01  | Sciences et Technologies 011 | Génie mécanique    | Conception de systèmes mécaniques                  |
| D01  | Sciences et Technologies 011 | Génie mécanique    | Rendement mécanique                                |
| D01  | Sciences et Technologies 011 | Génie mécanique    | Mécanique et matériaux                             |

## Projets de recherche
Les projets de recherche
| Portée du projet    | Le nombre de projets | Le nombre de chercheurs |
| ------------------- | -------------------- | ----------------------- |
| Électronique        | 02                   | 13                      |
| Mécanique           | 07                   | 28                      |
| Chimie industrielle | 05                   | 19                      |

### Laboratoires de recherche
Les laboratoires de recherche
| Nom de laboratoire                           | Nombre d'équipes | Nombre de chercheurs |
| -------------------------------------------- | ---------------- | -------------------- |
| Eau et environnement                         | 06               | 44                   |
| Physique théorique et Physique des matériaux | 04               | 16                   |
| Génie électrique et énergie renouvelable     | 04               | 19                   |
| Rhéologie et mécanique                       | 04               | 13                   |
| Chimie végétale -eau-énergie                 | 04               | 14                   |
| Mécanique et énergétique                     | 05               | 16                   |

## Évolution démographique des étudiants
| 2011 | 2012 |
| ---- | ---- |
| -    | -    |

| 2013 | 2014 |
| ---- | ---- |
| -    | -    |

| 2015 | 2016  |
| ---- | ----- |
| -    | 2 271 |

| 2017 | - |
| ---- | - |
| -    | - |